# 파마리서치
주식회사 파마리서치(영어: PharmaResearch)는 대한민국의 의료 기기, 의약품, 화장품 기업으로, 연어 생식 세포에서 DNA를 추출해 정제한 PDRN, PN 성분의 의약품, 의료 기기, 화장품 등을 개발한다.
2024년 AI 기반 디지털 헬스케어 솔루션 기업 ‘튜링바이오’를 인수하였으며 외국인의 지분율은 13.6%이다.

## 역사
1993년 12월 20일에 중앙대학교 약학과를 졸업하고 대웅제약 개발 팀장을 지낸 정상수 대표가 한국 최초 제약 컨설팅 회사로 설립하여 2001년 3월 3일에 법인으로 전환되었다.
2015년 7월 24일에는 코스닥 사장에 상장하였다.

## 본점 및 지점 현황
- 본사: 강원특별자치도 강릉시 과학단지로 77-19
- 성남사무소: 경기도 성남시 분당구 판교로 255번길 62
- R&D 센터: 경기도 성남시 수정구 금토로40번길22

### 내용주
1. ↑  공동 주관사를 NH투자증권과 하나대투증권으로 공모가 55,000원에 상장
2. ↑  일신상의 사유로 인한 기존 각자대표이사 강기석, 김신규 사임에 따른 신규 선임